# 旋耳疮
旋耳疮是指旋绕耳周而发的疮疡。多发于耳后缝间、耳前或耳廓，以局部潮红、水泡、糜烂、结痂及皲裂为主要特征，患处有灼热、瘙痒、疼痛感。相当于西医的外耳湿疹。